# Villa Botalla
La Villa Botalla è una storica residenza liberty della città piemontese di Ivrea in Italia.

## Storia
L'aspetto attuale della villa è frutto di una rimodellazione di un precedente edificio seicentesco, operata tra il 1910 e il 1912 su committenza di Giuseppe Botalla, un costruttore edile che aveva precedentemente lavorato all'estero, in Cina, Persia e Nordafrica.

## Descrizione
La villa presenta facciate mosse e fronti asimmetriche coronate dalla presenza di una torretta, di un loggiato medievaleggiante e di un portico a terrazza. La sensazione di movimento è ulteriormente accentuata dalle aperture tripartite variamente conformate e dalla forma circolare, di derivazione franco-belga, di una di queste. Di chiaro gusto liberty sono quindi le decorazioni dipinte a reticolo e le cornici a rilievo ornate con fiori, dentelli e filamenti fitomorfi. Uno stemma dipinto sulla facciata riporta la data di completamento e le iniziali del committente.
Una lunga balconata cinge il grande parco secolare in cui è immersa la villa, condiviso con la coeva Palazzina Botalla.

## Galleria d'immagini

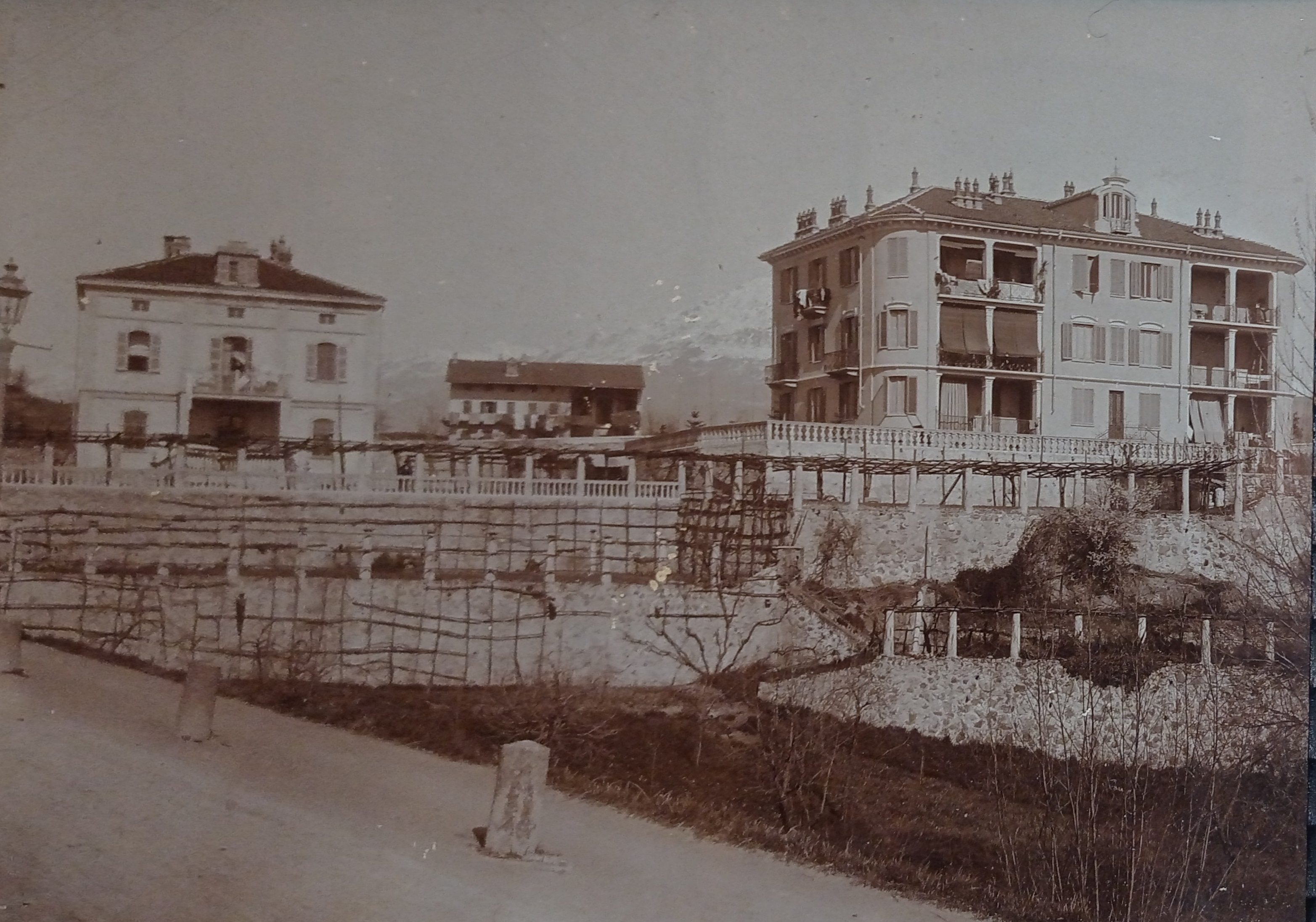
Anno 1912: sulla sinistra la villa secentesca da cui ha avuto origine Villa Botalla e sulla destra la Palazzina Botalla appena completata.
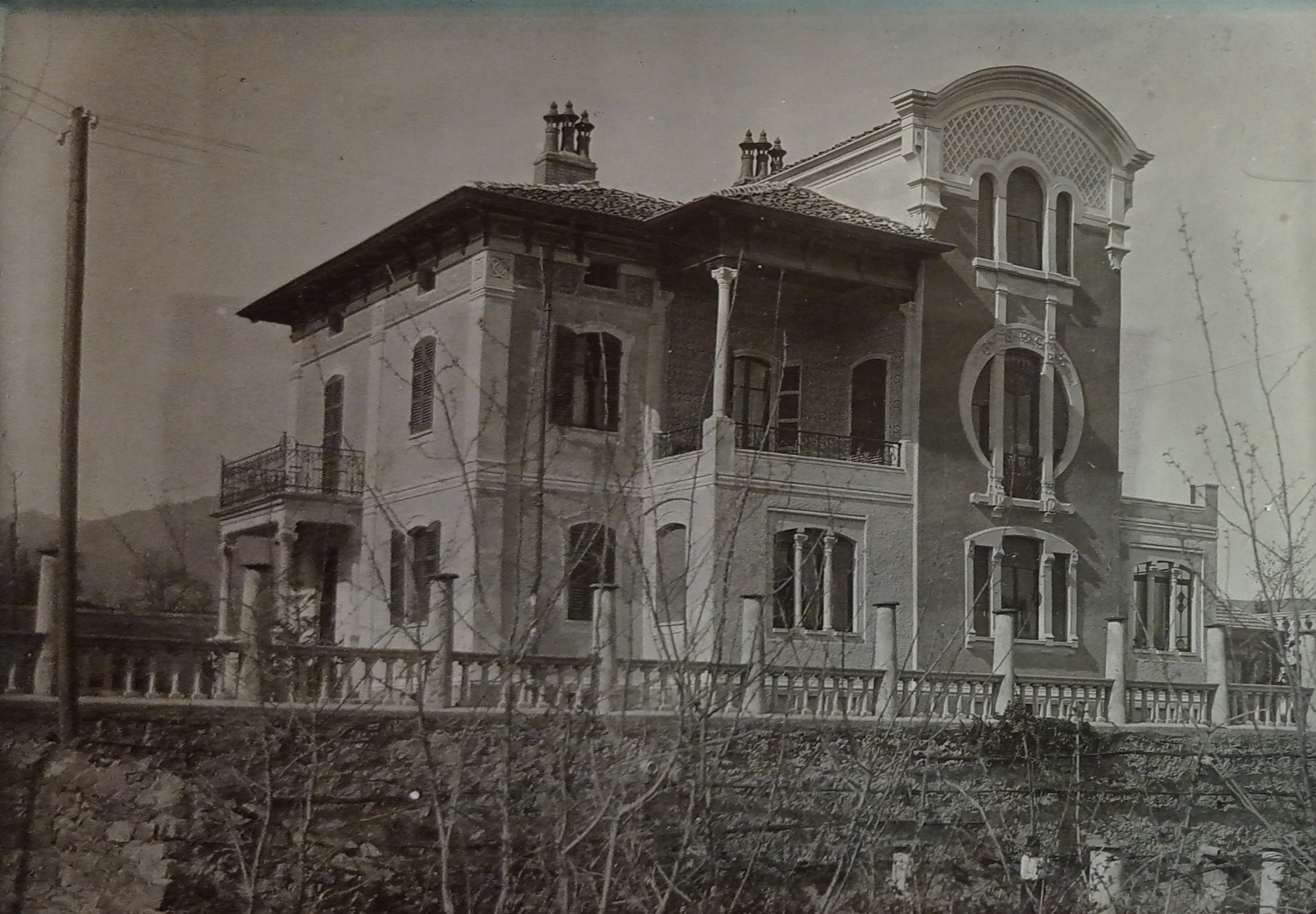
Villa Botalla nei primi anni dalla sua realizzazione, con la terrazza lato nord est successivamente sostituita con delle stanze.
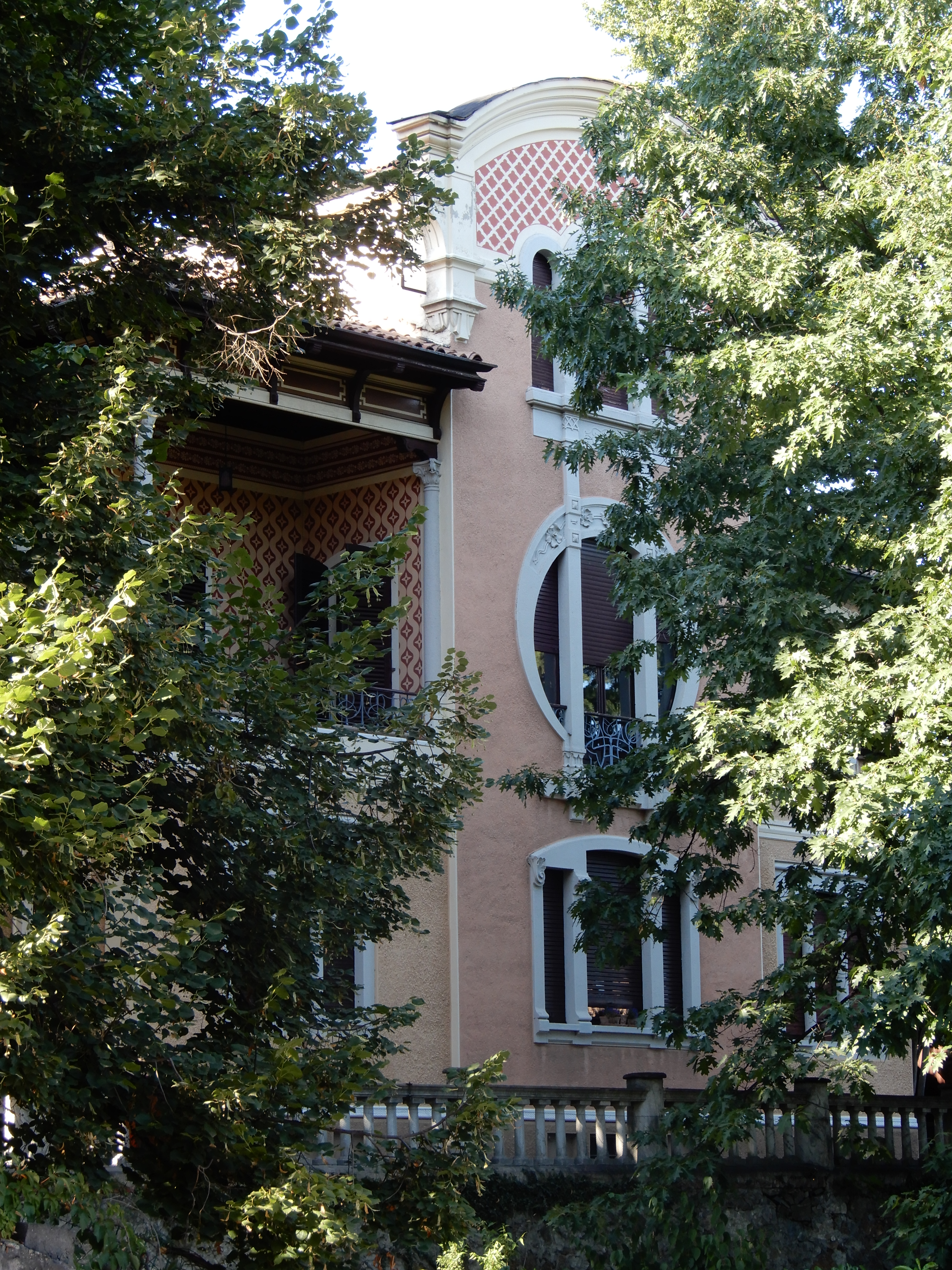
La facciata di Villa Botalla fotografata da Via Aosta.
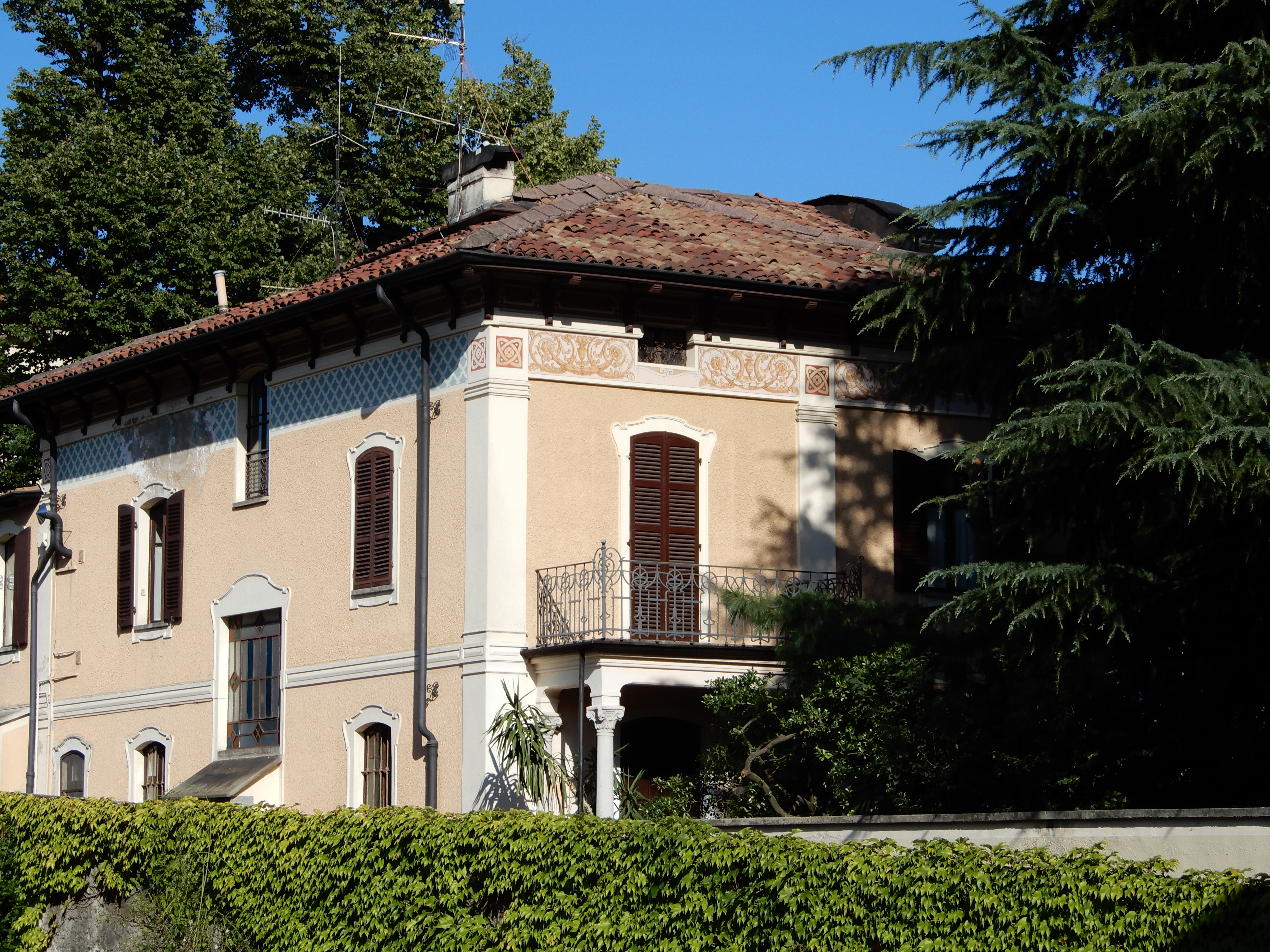
Il retro di Villa Botalla fotografato da Via Aosta.